# Rata d'aigua australiana
La rata d'aigua australiana (Hydromys chrysogaster) és una espècie de rosegador de la família dels múrids. Viu a altituds d'entre 0 i 1.900 msnm a Austràlia, Indonèsia i Papua Nova Guinea. El seu hàbitat natural són les zones humides. És una espècie en risc mínim, és a dir, no sembla que hi hagi cap amenaça significativa per a la seva supervivència. El seu nom específic, chrysogaster, significa ‘ventre daurat’ en llatí.